# Eotetranychus viridis
Eotetranychus viridis är en spindeldjursart som beskrevs av Flechtmann 1967. Eotetranychus viridis ingår i släktet Eotetranychus och familjen Tetranychidae. Inga underarter finns listade i Catalogue of Life.